# Bunaba
Bunaba är ett australiskt språk som talades av 41 personer år 2016 enligt Australiens folkräkning. Bunaba talas i norra delen av Western Australia. Bunaba tillhör den bunabanska språkfamiljen. Språket anses vara nästan utdött.. Många av talarna har bytt till kriol.
Språket skrivs med latinska alfabetet.